# Euforbials

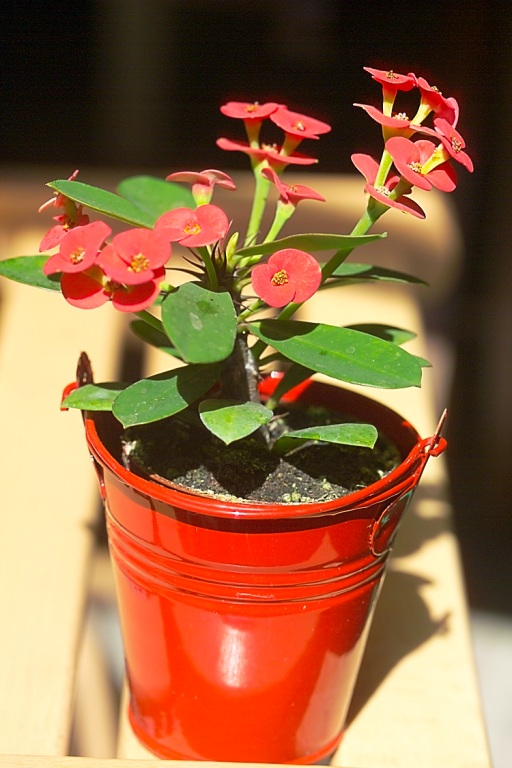
Euphorba milii

Euphorbiales és el nom botànic d'un ordre de plantes amb flors que actualment no està reconegut per la majoria dels sistemes de taxonomia de plantes. En l'APG II system (2003) les plantes implicades es troben dins l'ordre Malpighiales.
El Sistema Cronquist (1981) sí que reconeixia aquest ordre i el posava dins la subclasse Rosidae i usava aquesta circumscripció:
- ordre Euphorbiales
família Buxaceae
família Simmondsiaceae
família Euphorbiaceae (més àmpliament definit que en els sistemes APG II i III)
família Pandaceae